# شيب

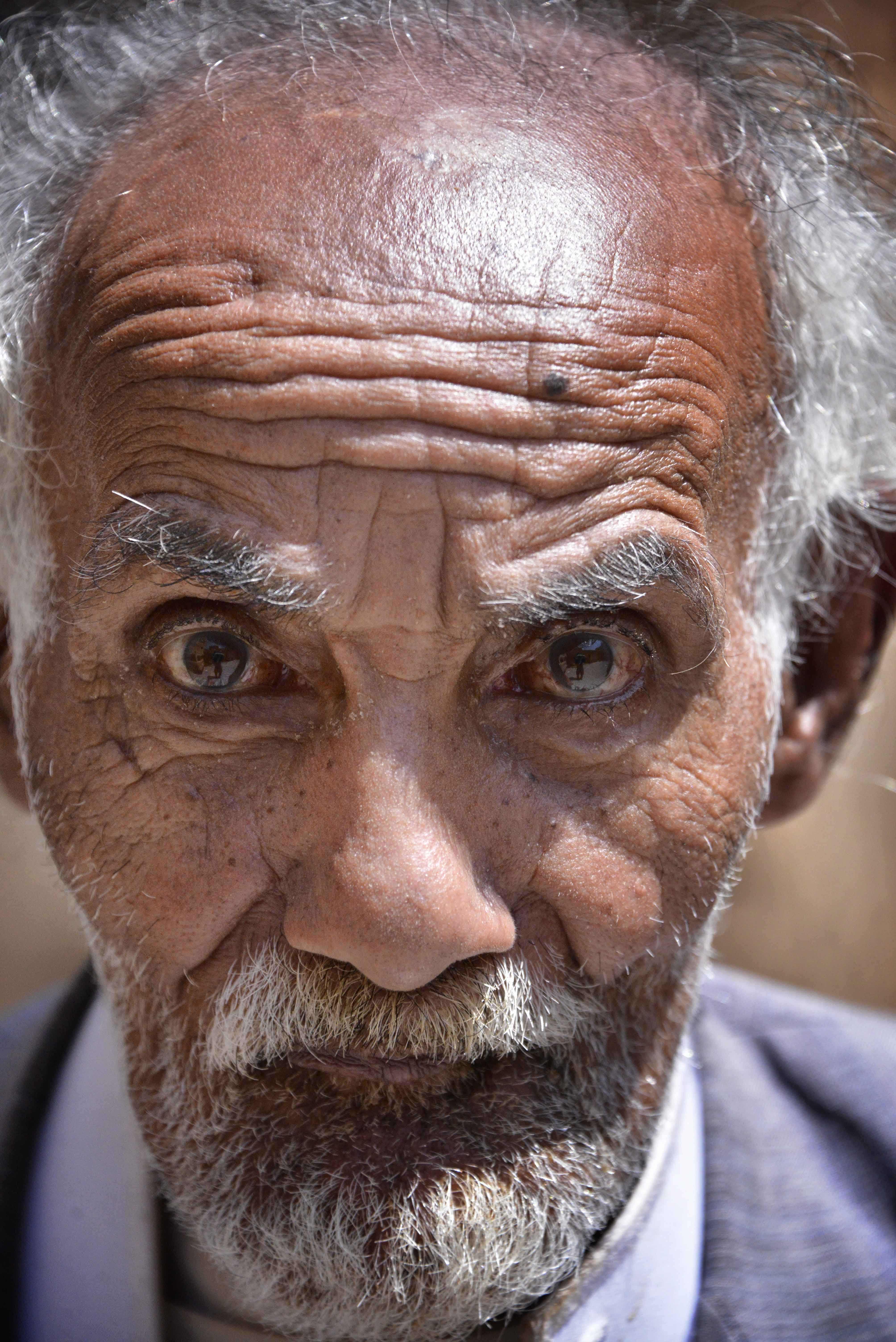
شائب يمني

الشيب هو ابيضاض شعر الرأس مع مرور العمر ويأتي ظهور الشعر الأبيض أو ما يسمى بالشيب فجأة دون سابق إنذار؛ كما أن هذه العملية محددة جينياً حيث يبدأ الشعر الأبيض بالظهور في منتصف الثلاثين أو الأربعين، ثم يزداد الشيب على مدى العشرين سنة التالية، ومع بلوغ الإنسان سن الـ 60 إلى 70عاماً يشيب الشعر كله تقريباً.
وسبب عملية الشيب مرتبط بنقص مادة الميلانين نتيجة لقلة عدد الخلايا الصانعة لها، وهذا أمر طبيعي مرتبط بانتهاء العمر الزمني لها مثلها مثل خلايا الجسم الأخرى، كما أنه مع مرور العمر يزداد تكون الجيوب الهوائية داخل الشعر، والذي بدوره وعن طريق الأوكسجين يؤدي إلى أكسدة الميلانين إلى مادة عديمة اللون تعطي اللون الأبيض للشعرة.
وهناك نوعان من الشيب الذي يصيب الإنسان، الأول وهو الشيب الطبيعي الذي يصيب الإنسان نتيجة للتقدم بالعمر، والثاني وهو الشيب المبكر عندما يبدأ الشعر الأبيض بالظهور قبل سن الثلاثين، وتحدث هذه الظاهرة نتيجة لعدة أسباب.

## الاصطلاح
شيب الشعر هو عملية التحول الجزئية أو الكاملة للشعر ليصبح رمادي أو أبيض. يعرف أيضًا باسم الأكروموتريشيا أو نصول الشعر. كلمة «canities» مشتقة من الكلمة اللاتينية «cānitiēs» أي «الشعر الرمادي، الشيخوخة».

## لمحة عامة
عادة ما تحدث التغيرات في لون الشعر بشكل طبيعي مع تقدم الناس في العمر، مما يؤدي في النهاية إلى تحول الشعر إلى اللون الرمادي ثم الأبيض. يبدأ هذا عادة في أوائل إلى منتصف العشرينات عند الرجال وأواخر العشرينات عند النساء. أكثر من 60 في المائة من الأمريكيين يظهر لديهم بعض الشعر الرمادي بحلول سن الأربعين. يبدو أن العمر الذي يبدأ فيه الشيب يعود بالكامل تقريبًا إلى الوراثة. في بعض الأحيان يولد الناس بشعر رمادي لأنهم يرثون هذه السمة.
عادة ما يكون الترتيب الذي يحدث به الشيب: شعر الأنف، شعر الرأس، اللحية، شعر الجسم، الحواجب.
يعد الشيب عملية تدريجية، وذلك وفقًا لدراسة أجرتها لوريال، بشكل عام، من بين أولئك الذين تتراوح أعمارهم بين 45 و65 عامًا، كان لدى 74٪ منهم بعض الشعر الرمادي، ويغطي بنسبة 27٪ من رؤوسهم، وتقريبًا 1 من كل 10 أشخاص لم يظهر لديهم شعر رمادي حتى بعد سن 60.

## الأسباب
لا ينتج الشعر الرمادي أو الأبيض عن صبغة رمادية أو بيضاء حقيقية، ولكن ينتج عن نقص الاصطباغ والميلانين. يظهر الشعر الواضح باللون الرمادي أو الأبيض بسبب الطريقة التي ينعكس بها الضوء من الشعر.
يحدث التغيير في لون الشعر عندما يتوقف إنتاج الميلانين في جذر الشعر وينمو الشعر الجديد بدون صبغة. تنتج الخلايا الجذعية الموجودة في قاعدة بصيلات الشعر الخلايا الصباغية، وهي الخلايا التي تنتج وتخزن الصبغة في الشعر والجلد. يؤدي موت الخلايا الجذعية الصباغية إلى ظهور الشيب. ما يزال من غير الواضح سبب فشل الخلايا الجذعية لبصيلة شعر ما في التنشيط بشكل جيد قبل أكثر من عقد من الزمن من تلك الموجودة في البصيلات المجاورة لها التي يفصلها عنها أقل من ميليمتر.
في الأفراد غير الصلع، قد ينمو الشعر بشكل أسرع بمجرد أن يتحول إلى اللون الرمادي. على عكس الجلد الذي يكون إنتاج الصبغة فيه مستمرًا، يرتبط تكوين الميلانين في الشعر ارتباطًا وثيقًا بمراحل دورة حياة الشعر. يصبغ الشعر بشكل نشط في طور التنامي و «ويتوقف» أثناء فترة تراجع الشعرة، ويختفي في الطور الانتهائي. وبالتالي، لا يمكن أن تكون شعرة واحدة بيضاء من جهة الجذر، وملونة من جهة النهاية.
يبدو أن العديد من الجينات مسؤولة عن عملية الشيب. كان أول جينين تم اكتشافهما هما بي سي إل2 و بي سي إل دبليو، بعد ذلك في عام 2016، تم الإعلان عن جين آي آر إف4 (العامل التنظيمي أنترفيون4) بعد دراسة أجريت على 6 آلاف شخص يعيشون في خمس دول في أمريكا اللاتينية. من ناحية ثانية، وجدت الدراسة أن العوامل البيئية مسؤولة عن نحو 70٪ من حالات شيب الشعر.
في بعض الحالات، قد يكون الشعر الرمادي ناتجًا عن قصور الغدة الدرقية أو متلازمة واردنبورغ أو نقص فيتامين ب 12. في مرحلة ما من دورة حياة الإنسان، تتباطأ الخلايا الموجودة في قاعدة بصيلات الشعر في إنتاج الصبغة، وتتوقف في النهاية. مرض اللمع هو اضطراب جسدي سائد نادر ينتج من تطور الخلايا الصباغية، مما قد يسبب خصلة شعر بيضاء خلقية. 
قد يحدث شيب الشعر بسبب تراكم بيروكسيد الهيدروجين وانخفاض مستويات إنزيم الكاتلاز بشكل غير طبيعي، الذي يكسر بيروكسيد الهيدروجين ويخفف الإجهاد التأكسدي لدى مرضى البهاق. نظرًا لأن البهاق يمكن أن يتسبب في تحول الرموش إلى اللون الأبيض، يعتقد أن نفس العملية تحدث في شعر الرأس (وفي أي مكان آخر) بسبب الشيخوخة.

### الإجهاد
تشير الحكايات إلى أن الإجهاد، المزمن والحاد على حد سواء، قد يؤدي إلى الإصابة بنصول الشعر أو فقدان لونه في وقت مبكر لدى الأفراد أكثر مما كان سيحدث في حال عدم وجوده. يشير مؤيدو هذا الطرح إلى الناجين من الكوارث، مثل الناجي من تايتانيك هارولد برايد وأسير الحرب جون ماكين، بالإضافة إلى سياسيين رفيعي المستوى مثل بيل كلينتون وباراك أوباما. هناك بعض الأدلة على أن الإجهاد المزمن يسبب نصول الشعر المبكر، ولكن لم يتم إثبات وجود رابط محدد. من المعروف أن هرمون الإجهاد الكورتيزول يتراكم في شعر الإنسان بمرور الوقت، ولكن لم يتم التأكد فيما إذا كان لهذا أي تأثير على لون الشعر. ذكرت ورقة بحثية نشرت عام 2020 في مجلة نيتشر أن الإجهاد يمكن أن يتسبب في فقدان الشعر لصبغته. يمكن أن تؤدي الاستجابة المناعية المفرطة النشاط إلى تدمير الخلايا الميلانينينة والخلايا الجذعية الصباغية في الفئران ذات الشعر الأسود. عند تعريضهم للذعر عمدًا، ابيضت طبقتهم الخارجية. في المرة التالية التي نمت فيها طبقة الفئران الخارجية، لم تكن هناك خلايا جذعية صباغية في هذه البصيلات التالفة، لذلك نبت الشعر الأبيض، وكان فقدان اللون دائمًا.

### أضرار الأشعة فوق البنفسجية
التعرض المفرط للشمس هو السبب الأكثر شيوعًا للضرر الهيكلي لساق الشعرة. يشمل تلف الشعر الكيميائي الضوئي تدهور بروتين الشعر وفقدانه، وبالإضافة إلى تدهور صبغة الشعر، يعد التبييض الضوئي أمرًا شائعًا بين الأشخاص ذوي الأصول الأوروبية. أفاد حوالي 72 بالمئة من العملاء الذين وافقوا على المشاركة في إحدى الدراسات ولديهم أصول أوروبية، في بحث حديث أجرته شركة 23 آند مي أن الشمس تفتّح لون شعرهم. حددت الشركة أيضًا 48 مؤشر وراثي قد يؤثر على تبييض الشعر.

### الحالات الطبية
المهق هو خلل وراثي تكون فيه الصبغة قليلة أو غير موجودة في شعر الإنسان والعينين والجلد. غالبًا ما يكون الشعر أبيض أو أشقر باهت. لكن، يمكن أن يكون أحمر أو أشقر غامق أو بني فاتح أو قد يكون نادرًا بني غامق.
البهاق هو فقدان غير مكتمل للون الشعر والبشرة قد يحدث نتيجة لأحد أمراض المناعة الذاتية. في دراسة أولية أجريت عام 2013، عالج الباحثون تراكم بيروكسيد الهيدروجين الذي يسبب ذلك باستخدام الكاتلاز الزائف المنشط بالضوء. نتج عن ذلك انتشار إعلامي كبير لفكرة أن المزيد من الأبحاث قد يؤدي في يوم من الأيام إلى علاج عام للشعر الرمادي لا يتضمن صبغه.
من المعروف أيضًا أن سوء التغذية يتسبب في أن يصبح الشعر أفتح وأرق وأكثر هشاشة. قد يتحول الشعر الداكن إلى اللون الأحمر أو الأشقر بسبب انخفاض إنتاج الميلانين. الحالة قابلة للعكس مع التغذية السليمة.
يمكن أن تسبب متلازمة فيرنر وفقر الدم الخبيث أيضًا الشيب المبكر.
أظهرت دراسة غير خاضعة للرقابة أجريت عام 2005 أن الأشخاص الذين تتراوح أعمارهم بين 50 و70 عامًا والذين لديهم حواجب داكنة ولكن مع شعر رمادي هم أكثر عرضة للإصابة بمرض السكري من النوع الثاني من أولئك الذين لديهم حواجب وشعر رماديين.